# Congresul General al Bucovinei
Congresul General al Bucovinei a fost un organ format din reprezentanții aleși ai românilor și ai naționalităților din Ducatul Bucovinei, după intervenția militară română în această regiune, care a proclamat unirea Bucovinei cu Regatul României în 1918. 
Pe 28 noiembrie 1918, Congresul l-a ales pe Iancu Flondor în calitate de președinte și a votat pentru Unirea cu Regatul României, cu sprijinul deplin al reprezentanților românii, germani și polonezi; ucrainenii nu au vrut să participe.
La ședința Congresului au participat 74 delegați ai Consiliului Național Român, 6 delegați ai polonezilor, 7 delegați ai germanilor, 12 reprezentanți ai comunelor rutene de peste Prut, 3 deputați din Sfatul Țării din Basarabia, 3 participanți din Ardeal. Reprezentanții Consiliului Național Ucrainean au boicotat Congresul General al Bucovinei, pentru motivul că ei făceau parte din Rada Ucraineană din Liow.
Cei șase reprezentanți polonezi erau: Bazyl Duzinkiewicz, Emil Kaminski, Stanisław (Stanislaus) Kwiatkowski, Wladislaw Pospiszil, Leopold Szweiger și Edmund Wicentowicz. Printre reprezentanții români se numărau Iancu Flondor, Vladimir de Repta, Dionisie Bejan, Ion Nistor, Octavian Gheorghian, Radu Sbiera, Vasile Crăciun, Gheorghe Șandru, Vasile Marcu, Dimitrie Bucevschi, Gheorghe Voitcu, Vasile Alboi-Șandru, Ion Candrea.

## Declarația de  Unire a Bucovinei cu România
Congresul General al Bucovinei a votat în unanimitate Declarația de Unire care, în sinteză, menționa următoarele:
Bucovina, care cuprinde vechile ținuturi ale Sucevii și Cernăuților, a făcut pururea parte din 
Moldova și în jurul ei s-a închegat statul.
În perimetrul Bucovinei se găsește vechiul scaun de domnie de la Suceava, gropnițele domnești de la Rădăuți, Putna și Sucevița, precum și alte urme scumpe din trecutul Moldovei.
Fiii acestui pământ, sub conducerea acelorași domnitori români, și-au păzit moșia strămoșească.
În 1774, prin vicleșug, Bucovina a fost smulsă din trupul Moldovei și alipită de coroana Habsburgilor.
144 de ani, bucovinenii au luptat ca niște mucenici, pe toate câmpurile de bătălie din Europa, sub steag străin, pentru gloria Austriei.
A venit ceasul ca țările române dintre Nistru și Tisa să formeze un singur stat unitar.
În numele suveranității naționale se hotărăște: "UNIREA NECONDIȚIONATĂ ȘI PE VECIE A BUCOVINEI, ÎN VECHILE EI HOTARE PÂNĂ LA CEREMUȘ, COLACIN ȘI NISTRU, CU REGATUL ROMÂNIEI". 
Congresul a propus și votat alegerea unei delegații din 15 membri care să prezinte M. S. Regelui moțiunea de unire. Din delegație au făcut parte: Iancu Flondor, mitropolitul Vladimir de Repta, I. Nistor, Dionisie Bejan, Eudoxie Hurmuzachi, Octavian Gheorghian, Radu Sbiera, Vasile Bodnarescu, Gheorghe Șandru, Vasile Marcu, Dimitrie Bucevschi, Gheorghe Voitcu, Vasile Alboi-Șandru , Ioan Candrea și reprezentantul polonezilor Stanislaw Kwiatkowski.
Declarații de susținere a Unirii Bucovinei cu România  au rostit Stanislaw Kwiatkowski (din partea delegației polonezilor) și profesorul Alois Lebouton⁠(de)[traduceți] (din partea delegației germanilor).
La 28 noiembrie 1918, Congresul General al Bucovinei a trimis telegrame miniștrilor puterilor Antantei, informând Londra, Washingtonul, Parisul și Roma asupra Unirii cu România.